# Armenia na Mistrzostwach Świata w Lekkoatletyce 2015
Armenia na Mistrzostwach Świata w Lekkoatletyce 2015 – reprezentacja Armenii podczas Mistrzostw Świata w Pekinie liczyła 1 zawodniczkę, która nie zdobyła medalu.

## Występy reprezentantów Armenii
| Konkurencja          | Zawodnik         | Runda 1  | Runda 1 | Półfinał | Półfinał | Finał    | Finał   |
| Konkurencja          | Zawodnik         | Rezultat | Pozycja | Rezultat | Pozycja  | Rezultat | Pozycja |
| -------------------- | ---------------- | -------- | ------- | -------- | -------- | -------- | ------- |
| Bieg na 400 m kobiet | Amalija Szarojan | 54,16    | 40.     | NQ       | NQ       | NQ       | NQ      |